# Елліджей (Джорджія)
Елліджей (англ. Ellijay) — місто (англ. city) в США, в окрузі Гілмер штату Джорджія. Населення — 1862 особи (2020).

## Географія
Елліджей розташований за координатами 34°41′29″ пн. ш. 84°29′2″ зх. д. / 34.69139° пн. ш. 84.48389° зх. д. (34.691324, -84.483920).  За даними Бюро перепису населення США в 2010 році місто мало площу 9,18 км², уся площа — суходіл.

## Демографія
Згідно з переписом 2010 року, у місті мешкало 1619 осіб у 638 домогосподарствах у складі 347 родин. Густота населення становила 176 осіб/км².  Було 816 помешкань (89/км²).
Расовий склад населення:
| - 75,3 % — білих - 1,5 % — вихідців з тихоокеанських островів - 1,4 % — чорних або афроамериканців - 0,4 % — корінних американців - 0,1 % — азіатів - 18,3 % — осіб інших рас |

До двох чи більше рас належало 2,9 %. Частка іспаномовних становила 30,7 % від усіх жителів.
За віковим діапазоном населення розподілялося таким чином: 24,3 % — особи молодші 18 років, 53,2 % — особи у віці 18—64 років, 22,5 % — особи у віці 65 років та старші. Медіана віку мешканця становила 38,2 року. На 100 осіб жіночої статі у місті припадало 85,5 чоловіків;  на 100 жінок у віці від 18 років та старших — 83,1 чоловіків також старших 18 років.
Середній дохід на одне домашнє господарство  становив 40 551 долар США (медіана — 28 836), а середній дохід на одну сім'ю — 51 236 доларів (медіана — 41 389). Медіана доходів становила 27 368 доларів для чоловіків та 27 279 доларів для жінок. За межею бідності перебувало 38,0 % осіб, у тому числі 63,7 % дітей у віці до 18 років та 10,0 % осіб у віці 65 років та старших.
Цивільне працевлаштоване населення становило 658 осіб. Основні галузі зайнятості: виробництво — 23,1 %, освіта, охорона здоров'я та соціальна допомога — 19,5 %, мистецтво, розваги та відпочинок — 17,5 %.